# 珀爾鎮區 (北達科他州戈爾登瓦利縣)
珀爾鎮區（英語：Pearl Township）是位於美國北達科他州戈爾登瓦利縣的一個鎮區。

## 地方資料
珀爾鎮區的面積為187.25平方千米，當中陸地面積為186.97平方千米，而水域面積為0.28平方千米。根據2020年美國人口普查的數據，當地共有人口5人，而人口密度為每平方千米0.03人。